# Aïn Témouchent

Escut colonial

Aïn Témouchent (àrab: عين تموشنت, ʿAyn Tamūxant) és una ciutat d'Algèria, capital de la província d'Aïn Témouchent situada a la plana de Zidur, a 72 km al sud-oest d'Orà, al lloc de l'antiga ciutat romana d'Albulae i de la fortalesa berber anomenada Kasr Ibn Sinan esmentada pel geògraf al-Bakrí al segle xi, ambdues desaparegudes. La població actual va sorgir el 1839 com una posició francesa al lloc on hi havia una font; Abd el-Kader la va atacar sense èxit el 1845. Els francesos la van erigir en centre de colonització i a mitjans del segle xx tenia vint mil habitants dels quals uns set mil europeus. Fou el mercat principal de la regió basat en els productes agrícoles. El 15 de desembre de 1983 fou erigida en capital provincial.

## Història

### De l'antiguitat a 1830

#### Sufat
De 1600 a 1200 anys aC, comerciants fenicis transitaven i paraven al litoral temouchentès, especialment en la regió de Béni Saf, en particular sobre l'illa de Rachgoun (antigament Cap d'Accra), on es trobaran més tard les seves traces i també a Sufat, poble construït sobre els marges del Oued Senane, al nivell de l'actual ciutat dels Jardins d'Aïn Témouchent. Cap al final del segle i, els romans arribaren a Sufat; s'hi instal·laren durablement i construeiren fortificacions militars per prevenir tot assaltant exterior; la plaça militar, compresos en la primera roca protectora del tell al II segle s'anomenava Proesidium Sufative, i no va parar de desenvolupar-se per esdevenir la ciutat romana d'Albulae (que vol dir ciutat blanca).

#### Albulae
L'Itinerari antic dit " d'Antoní" assenyala una parada "Ad Albulas" a 30 milles de la parada "Ad Rubras" i a 13 milles de la parada "Ad Dracones"(Hamam-bou-Hadjar). En una llista de bisbes catòlics de la Mauritània Cesariense, el 482, és mencionat Tacanus d'Albula. Va ser convocat a Cartago en 484 pel rei vàndal Huneric amb els altres bisbes d'Àfrica, i va rebre una condemna a l'exili per haver combatut l'arrianisme.
Albulae ha pogut ser identificada cap a 1890 com estant situada a la localització d'Aïn-Témouchent gràcies a una inscripció epigràfica, datada l'any 300, trobada en les ruïnes romanes que foren després recobertes per les construccions de la ciutat d'Aïn-Témouchent.
Un plànol d'aquestes ruïnes va ser aixecat l'any 1858: testifica que la ciutat romana era de la talla d'un poble, comportant dos cementiris, l'un al nord, i l'altre al sud. Les observacions sobre el terreny han conduït a la hipòtesi que la ciutat fou destruïda per un tremolor de terra seguit d'un incendi, probablement cap al segle VII. Les inscripcions epigràfiques trobades daten entre 119 (data de fundació de la plaça militar anomenada Proesidium sufative, reanomenada Albulae al segle iii) i 544.

#### Ksar Ibn Senane
Després de la instal·lació de l'Islam a Àfrica del nord, els escrits dels autors àrabs situen un ksar Sinan o ksar ibn Senane a la localització d'Aïn Témouchent. El nucli inicial de la ciutat actual domina la confluència dels oueds Senane i Témouchent, el primer nomenat donant el seu nom, o rebent el seu nom al/del ksar en qüestió.
Al-Bakrí (1014/1094) la menciona diverses vegades en la seva descripció de l'Àfrica del Nord. Venint d'Orà, a peu per Tensalmet, s'arriba a "Djeraoua Lazizou (que se situa al marge esquerre de la Oued el Mellah) lloc de mercat que deu el seu establiment a Obeidoun Ibn Sinan el Azdadjien (del nom de la tribu berbère de les Azdadja). D'allà, s'arriba a Kasr Ibn Sinan, "el castell de Ibn Sinan". - Aquest ksar es trobava a una curta distància d'una ciutat pròxima de la mar: "A l'orient de Archgoul (Rachgoune) està situada Aslen, una altra ciutat forta, l'origen de la qual remunta a una elevada antiguitat. Està envoltada d'una muralla de pedra i inclou una mesquita i un basar. Els habitants pertanyen a la tribu dels Maghila. Domina un riu que es tira en la mar, a l'est del lloc, i que serveix per al reg dels seus jardins i arbres fruiters. La muralla d'Aslen s'ha degradat i està arruïnada de tots els costats pel corrent d'un riu. Abd-er-Rahman, el sobirà espanyol, se'n va fer mestre, i el seu ministre Mohammed ibn Abi Amer al-Mansour (Almansor) hi va enviar a Homeid ibn Yezel que la va reconstruir.. De Aslen a Kasr Ibn Sinan, "el castell de Ibn Sinan", hi ha una petita jornada de caminada." - Venint de Tlemcen, es passa per Tafda "gran ciutat tancant una nombrosa població, i situada sobre dos rius ... A continuació s'arriba al Kasr o "castell" d'Ibn Senane al Azdadjien, al voltant del qual es veuen molts jardins regats pel riu Kedal."
Pel que fa a Al-Idrisi (vers 1100/1165), diu: "Sortint de Tlemsan, hi ha una parada fins a Ausabe, i d'allà fins a Kasr (o " Cases de ") Sinan, hi ha igualment una parada."(Nubis. pàg 80).

#### Aïn Témouchent
Al segle xiv, tribus del grup dels Beni Amer, d'ascendència hilàlida, es van instal·lar entre la plana de Zeidour, oued Isser i oued el Mellah, a la regió d'Aïn-Témouchent. Al segle precedent, havien estat atretes al petit desert al sud de Tlemcen per Yaghmoracen, sobirà d'aquesta ciutat.
Una aglomeració es va mantenir a la localització del Kasr d'Ibn Sinan fins a l'arribada dels francesos ? Un autor com Antoine Carillo l'afirma. És tanmateix permès de dubtar-ne, per almenys dues raons: - cap a 1730, el Dr Thomas Shaw visita la regió, i arriba a les ruïnes de "Sinan": "Trenta-dues milles al nord-nord-est de Tlemsan, es troba vestigis de la gran ciutat de Sinan. Estava habitada del temps d'Edrissi, que la situa a dues parades de Tlem-san". Cosa curiosa, sembla que el dr Shaw, de costum sí apte a reconèixer ruïnes romanes, confongui les ruïnes d'Albulae amb les del ksar d'Ibn Sinan. En tot cas, no menciona l'aglomeració d'aquest lloc. - l'1 de desembre de 1836, una columna manada pel General de Létang, de retorn d'una missió d'aprovisionament del mechouar de Tlemcen, va fer bivac al lloc d'Aïn-Témouchent, sobre el marge dret del oued del mateix nom. Els Beni Ameur feien part de la confederació de tribus que havien proclamat Abd el-Kader com el seu sultà, i sembla dubtós que l'exèrcit hagués pogut acampar prop d'una aglomeració de la seva dependència.
És doncs molt versemblant que el nom d'Aïn-Témouchent estigués lligat a un lloc remarcable per tenir una font.
Pel que fa a la ciutat d'Aslen, ha també atret, cap a 1730, l'atenció de Shaw, que la nomena Trans-rant: " "Després d'haver deixat el riu Tafna i l'illa Acra al sud-sud-oest, s'arriba una petita badia que s'anomena comunament el port de Im-mi-sea. Hi ha una tradició segons els àrabs, que això era aquí el port de Trans-rant, que no és més que un munt de ruïnes a 2 milles de la mar, en la plana de Zi-doure. A prop d'aquesta ciutat arruïnada flueix un petit rierol, que, després d'haver regat el país dels Welled-Halfa, desaigua en aquest port. Falla que l'un o l'altre d'aquests llocs sigui l'antiga Camareta, posada en "L'Itinerari" a igual distància, i del Portus Sigensis '(desembocadura del Tafna)' i del Flumen Salsum (Oued el Mellah) ".
En 1518, fou en els voltants de Aïn Témouchent, al gué del Oued el Mellah, que els espanyols instal·lats des de 1509 a Orà, ajudats dels seus aliats provisionals, els Beni Ameur, van agafar i mataran el Bab-Aroudj (Baba-Oruç), germà gran del cèlebre Barbarossa, que perseguien des de Tlemcen.
Els Beni-Ameur van ser molt de temps independents del poder turc de la Regència, fins a l'any 1805. Van partir aquest any a mans del bey Mohammed Mekallech, una severa derrota al peu del Tessalah, i hagueren de sotmetre's a l'impost.
En el seu relat de viatge, cap a 1730, el Dr Shaw nomena les tribus de la confederació de les Beni Ameur vivint en les "planes de Zeidour" (com nomena el país entre Oued Isser, i oued el Mellah): Aquest encantant país ha regat d'un gran nombre de fonts i de rierols, i és habitat per dues tribus àrabs, que es nomenen els Welled Zeire i els Halfa. Són aquests mateixos Ouled Zeir i Ouled Khalfa que els francesos trobaran en el témouchentois un segle més tard.

### La colonització francesa

#### El temps dels militars
Després de la presa d'Argel per França, el 5 de juliol de 1830, l'enfonsament del poder turc al beylik de l'oest va obrir un període d'anarquia, i algunes tribus, entre les quals els Beni Amer, van paliar el desordre elegint pel seu cap i émir Hadj Abd el-Kader en la plana d'Eghriss prop de Mascara, el 21 de novembre de 1832. L'un dels objectius era la guerra santa contra els francesos, i quan en 1834, Abd el Kader va fer la pau pel tractat Desmichels, els Beni Amer pretengueren sostreure's a la seva autoritat no pagant més l'impost, i van patir una ràtzia punitiva dels Douairs. Des de llavors seguir la fortuna de l'emir. Aquesta aliança els fou en principi favorable, la guerra estalvià el seu territori, però a la recuperació de les hostilités després de la ruptura del tractat del Tafna, els Ouled Zeir i els Ouled Khalfa es trobaren en primera línia, i van fer la seva submissió a França el 1842, a l'excepció d'algunes tendes dels Ouled Zeir que seguiren a Abd el Kader cap a la frontera marroquina.
El 1843, el 81e regiment de línia establia una plaça fortificada a Aïn-Témouchent, situat a mig cami entre Orà i Tlemcen. La recuperació de les hostilitats l'any 1845 va concernir la regió d'Aïn Témouchent per dos episodis militars ben contradictoris:
- El 28 de setembre de 1845, alguns dies després de la derrota del coronel de Montagnac a Sidi Brahim, una columna de 200 homes enviada de Tlemcen per reforçar el camp d'Aïn Témouchent i portar-hi municions, fou acordonada pels cavallers d'Abd el Kader, i es va rendir sense combat, prop dels marabuts de Sidi Moussa, a alguns quilòmetres al sud d'Aïn-Témouchent. Els presoners foren conduïts al Marroc i es van unir als que havien escapat de la batalla de Sidi-Brahim. La majoria dels homes de tropa que havien escapat de la mort a la batalla (260) foren assassinat sota ordre de Mustafà Ben Tamy, khalifa i cunyat de l'emir, la nit del 25 d'abril de 1846.

L'endemà, Abd el Kader va intentar obtenir la rendició d' Aïn Témouchent, però l'astúcia del capità Safrané, que manava la plaça, o per uns altres motius que el van induir a no persistir en el seu projecte, li van fer llevar el camp. Safrané, que no disposava més que de 65 homes del 15e lleuger i 14 civils, i 60 cartutxos per home, va fer situar carros de bou simulant artilleria. Una plaque en marbre en conservava el record a Aïn Témouchent.

#### El temps dels civils
Aquesta ciutat ha conegut i ha albergat grans homes tals que el émir Abd El-Kader, Rabah Bitat, el cheikh El Bachir El Ibrahimi, el coronel Otmane, i els màrtirs Larbi Bendjerid, Ahmed Ammour, els germans Benfissa, Salah Chouiref, etc.
Després del seu al·locució ràdio-televisada del 4 de novembre de 1960, on anuncia la seva tria per una « Algèria algeriana », i deixa escapar una frase sobre « ...la República algeriana, la qual existirà un dia », el general de Gaulle emprèn un viatge de sis dies a Algèria per preparar el referèndum sobre l'autodeterminació previst per gener 1961. El seu viatge, que ha d'efectuar-se únicament per petites ciutats, comença el 9 de desembre de 1960 a Aïn-Témouchent: l'acolliment dels europeus fou sorollosament hostil, als crits de « Fora de Gaulle », « Algèria francesa », i l'única banderola « Visca de Gaulle » estesa a través del carrer pel consell municipal, fou arrencada, i davant el clam de la multitud, de Gaulle no va poder més que mantenir-se a l'ajuntament amb el consell municipal, a continuació amb 140 oficials de servei a la regió.
Durant la colonització francesa, els colons tenien en el districte d'Aïn Temouchent 65% de les terres agrícoles sobre 1100 explotacions (de les quals 89% de vinyes), i els musulmans 35% sobre 4270 explotacions (de les quals 11% del vinyes).

### Temps present
En 1999, un tremolor de terra - 5,8/10 sobre l'escala de Richter - va destruir una bona part de la vella ciutat. Un préstec de 83,5 milions d'US dòlars consentit per la banca mundial al govern algerià, va permetre la reconstrucció ràpida de la ciutat, entre les millor condicionades d'Algèria : una ciutat nova, un hospital, un jardí públic d'un hectàrea, foren realitzats i inaugurats el desembre del 2003.

## Història administrativa
La ciutat d'Aïn-Témouchent fou, de 1874 a 1956, la capçalera de dues col·lectivitats territorials diferents : el municipi de ple exercici d'Aïn-Témouchent, i el municipi mixt d'Aïn-Témouchent. Aquesta originalitat troba la seva explicació en la història de l'ocupació d'aquesta petita regió. Aïn Témouchent fou fundada com plaça militar l'any 1843, i el territori que l'envolta estava administrat militarment des de la plaça, on residia l'oficial encarregat d'afers àrabs.
En el moment de l'extensió del territori civil del departament d'Orà el 1860, que pren en compta la multiplicació dels centres de colonització en la província d'Orà, fou creat un districte d' Aïn Témouchent administrat per un comissari civil, però el decret que l'establia reservava expressament l'administració de les tribus i fraccions de tribus residint allí als militars. A continuació, en 1865, a l'ocasió d'una nova delimitació « del territori civil de la província d'Orà formant el departament d'Orà », els territoris ocupats pels Ouled Zeir, els Ouled Khalfa i una fracció de les Douairs foren separats de la circumscripció del districte d'Aïn-Témouchent, i quedaren administrats per l'autoritat militar.
Aquestes dues fraccions de territori seran a l'origen del municipi de ple exercici i del municipi mixt d'Aïn-Témouchent.

### El municipi de ple exercici de Aïn-Témouchent
El districte d'Aïn Témouchent, tal com fou delimitat l'any 1865, fou erigit en municipi de ple exercici amb el nom d'Aïn Témouchent el 27 de gener de 1869, sobre un territori de 16407 hectàrees, i comprèn: Aïn Témouchent (centre de població fundat l'any 1851), i tres annexes constituïts de la secció de municipi d'Aïn Khial i El Bridge, de la secció de municipi de Rio-Salado, Terga i Er-Rahel, i de la secció de municipi d'Aïn el Arba i M'leta.
Les seccions foren erigides al seu torn en municipis de ple exercici, respectivament Aïn el Arba el 1870, Rio-Salado l'any 1884 i Aïn Khial l'any 1887, el municipi d'Aïn Témouchent es troba reduït a un territori de 3 741 hectàrees.
Aquest territori va augmentar-se al curs del segle xx per diverses ampliacions al detriment del municipi mixt (superfície total de 7600 hectàrees l'any 1952).
El 1963, una reforma administrativa redueix el nombre de municipis d'Algèria de 1485 a 676, i el municipi d'Aïn Témouchent s'engrandeix per alguns anys del territori del municipi de Chentouf.
El municipi accedeix en 1955 al rang de sots-prefectura, i en 1984 esdevé capital de wilaya.

### El municipi mixt de Aïn Témouchent
La III república va manifestar una extrema desconfiança a la consideració de l'administració militar, i organitzar, almenys en la zona del Tell, els territoris militars en municipis mixtes, administrats directament per un cos d'administradors civils, funcionaris depenent del prefecte o del sots-prefecte.
El municipi mixt d'Aïn Témouchent fou instituït per decret del 23 de setembre de 1874 i comprèn a l'origen els dos centres de població europea de Chabat el Leham i Hammam bou Hadjar i els deu douars de Sidi bou Amoud, Sidi ben Adda, Sidi Daho, Aoubellil, Aghlal, Souf el Tell, Oued Berkèche, Oued Sebbah, Bou Hadjar i Sidi Bakhti, sobre un territori d'aproximadament 167 000 hectàrees. Al curs de la seva història, altres centres de població, i noves comunes de ple exercici, es crearan en el seu si, fraccions douars, o douars senceres seran absorbides pels municipis veïns, i serà dissolt l'any 1956 com els altres municipis mixtes, per deixar lloc a municipis de dret comú. Les comunes sortides del seu antic territori formen part de la wilaya d'Aïn Témouchent, a l'excepció de Sidi Daho dels Zairs, passat des del començament del segle xx en l'òrbita de Sidi Bel Abbès.
Segons Louis Rinn, les poblacions d'aquest municipi mixt són a l'origen tres tribus depenent del aghalik dels Douairs: Ouled Bouameur a Bou Hadjar, Ghamra a Sidi Bakhti, Douair a Oued Sebbah, i tres tribus de la « confederació » de les Beni Amer: Ouled Abdallah a Oued Berkèche, Ouled Khalfa a Sidi ben Adda i Sidi bou Amoud, Ouled Zeïr a Souf el Tell, Aghlal, Aoubellil i Sidi Daho.